# Bonnesvalyn
 Bonnesvalyn ist eine französische Gemeinde mit 207 Einwohnern (Stand: 1. Januar 2022) im Département Aisne in der Region Hauts-de-France (frühere Region: Picardie). Sie gehört zum Arrondissement Château-Thierry und zum Kanton Villers-Cotterêts.

## Geographie
Die Gemeinde Bonnesvalyn liegt auf dem Plateau zwischen den Flusstälern von Marne und Ourcq rund 14 Kilometer nordwestlich von Château-Thierry.

## Bevölkerungsentwicklung
| Jahr                       | 1962 | 1968 | 1975 | 1982 | 1990 | 1999 | 2009 | 2015 |
| Einwohner                  | 189  | 148  | 142  | 139  | 203  | 199  | 233  | 241  |
| Quellen: Cassini und INSEE |      |      |      |      |      |      |      |      |

## Sehenswürdigkeiten
- Kirche Saint-Martin aus dem 12. Jahrhundert, seit 1920 als Monument historique klassifiziert (Base Mérimée PA00115543)[1]

## Belege
1. ↑  Base Mérimée PA00115543